# Tour of Iran 2016
Die 31. Tour of Iran 2016 war ein iranisches Straßenradrennen. Das Etappenrennen fand vom 13. bis zum 18. Mai 2016 statt und gehörte zur UCI Asia Tour 2016 in der Kategorie 2.1.

## Wertungstrikots
| Etappe         | Etappensieger        | Gesamtwertung       | Punktewertung       | Bergwertung         | Bester Asiate       | Teamwertung           |
| -------------- | -------------------- | ------------------- | ------------------- | ------------------- | ------------------- | --------------------- |
| 1              | Connor McCutcheon    | Connor McCutcheon   | Connor McCutcheon   | nicht vergeben      | Mirsamad Pourseyedi | Tabriz Shahrdari Team |
| 2              | Peter Koning         | Peter Koning        | Ahad Kazemi         | Mirsamad Pourseyedi | Ahad Kazemi         | Pishgaman Giant Team  |
| 3              | Derk Abel Beckeringh | Peter Koning        | Ahad Kazemi         | Behnam Ariyan       | Oleg Zemljakow      | Vino 4ever SKO        |
| 4              | Mirsamad Pourseyedi  | Mirsamad Pourseyedi | Mirsamad Pourseyedi | Mirsamad Pourseyedi | Mirsamad Pourseyedi | Tabriz Shahrdari Team |
| 5              | Ghader Mizbani       | Mirsamad Pourseyedi | Mirsamad Pourseyedi | Mirsamad Pourseyedi | Mirsamad Pourseyedi | Tabriz Shahrdari Team |
| 6              | Jewgeni Giditsch     | Mirsamad Pourseyedi | Mirsamad Pourseyedi | Mirsamad Pourseyedi | Mirsamad Pourseyedi | Tabriz Shahrdari Team |
| Wertungssieger | Wertungssieger       | Mirsamad Pourseyedi | Mirsamad Pourseyedi | Mirsamad Pourseyedi | Mirsamad Pourseyedi | Tabriz Shahrdari Team |